# Maurice Peston, Baron Peston
Maurice Harry Peston, Baron Peston (* 19. März 1931 in London; † 23. April 2016) war ein britischer Wirtschaftswissenschaftler, Hochschullehrer und Politiker der Labour Party, der seit 1987 als Life Peer Mitglied des House of Lords war.

## Leben
Nach dem Besuch der Hackney Downs School absolvierte Peston ein Studium der Mathematik und der Wirtschaftswissenschaften an der London School of Economics and Political Science sowie der Princeton University und nahm danach eine akademische Lehrtätigkeit auf. Zu seinen Professoren gehörte unter anderem Claus Adolf Moser. Zuletzt nahm er eine Professur für Wirtschaftswissenschaften am Queen Mary College der Universität London wahr und lehrte dort bis zu seiner Emeritierung. Neben seiner Lehrtätigkeit verfasste er zahlreiche wirtschaftswissenschaftliche Fachbücher, die sich mit Themen wie Makroökonomie, Spieltheorie und öffentliche Güter befassten.
Daneben war er zwischen 1967 und 1973 Mitglied des Rates für Nationale Akademische Preise (Council for National Academic Awards) sowie von 1976 bis 1979 Vorsitzender des Wirtschaftsrates des Economic and Social Research Council (ESRC). Ferner war er Berater zahlreicher Regierungen der Labour Party.
Peston wurde durch ein Letters Patent vom 24. März 1987 als Life Peer mit dem Titel Baron Peston, of Mile End in Greater London in den Adelsstand erhoben. Kurz darauf erfolgte am 25. März 1987 seine Einführung (Introduction) als Mitglied des House of Lords. Im Oberhaus gehörte er zur Fraktion der Labour Party.
Während seiner langjährigen Mitgliedschaft im Oberhaus war er zwischen 1987 und 1997 sowohl Sprecher der Opposition für Energie als auch für Bildung und Wissenschaft. Zusätzlich war er von 1990 bis 1992 Sprecher der oppositionellen Labour-Fraktion für das Schatzamt (Treasury) und danach zwischen 1992 und 1997 für Handel und Industrie. 2001 war er zeitweise Vorsitzender des Oberhausausschusses für Wirtschaftsangelegenheiten.

## Veröffentlichungen
- The elementary ideas of game theory, Mitautor Alan Coddington, 1967
- Statistical decision theory, Mitautor Alan Coddington, 1968
- Elementary matrices for economics, 1969
- Feasibility study of a cost benefit assessment of maritime industrial development areas, Mitautor R. Rees, 1970
- Public goods and the public sector, 1972
- Theory of macroeconomic policy, 1974
- Whatever Happened to Macro-Economics?, 1980
- The British economy. An elementary macroeconomic perspective, 1982